# Dorpsstraat 3
Dorpsstraat 3 is een Nederlandse band, bestaande uit Merlijn Breedland, Marco van Outersterp, Stijn van de Ridder, Finn Meulenbeld en Juen Schütt. Ze hebben twee ep's uitgebracht; Bijgeloof in de Lage Landen in 2022 en Op onbevaren wateren in 2023.

## Geschiedenis
Dorpsstraat 3 werd in 2021 gevormd vanuit leden van de band Tender Chunks In Gravy en maakt muziek in de stijl van Nederlandstalige postpunk en synthpop, geïnsprireerd door onder meer de Neue Deutsche Welle, psychrock en nederbiet. De band bracht in oktober 2021 hun eerste single De priester uit, welke in begin 2022 werd opgevolgd met de singles Een groot gevaar en Hoe lang. Alle drie de singles waren te vinden op debuut-ep Bijgeloof in de Lage Landen.
Met de eerste ep op zak, speelden ze in 2023 in de finale van de Zonneprijs en speelden ze op festivals Grasnapolsky, Peel Slowly and See, Bonefest en Tweetakt. In het najaar van 2023 deden ze mee aan de Popronde van dat jaar en kwamen ze met hun tweede ep Op onbevaren wateren. Hierna traden ze begin 2024 op bij muziekfestival Noorderslag. In de rest van 2024 werden de singles Dans met ons en Die wonen hier niet uitgebracht en waren er optredens op onder andere Grauzone, Wildeburg en Leffingeleuren. In het najaar van 2024 werd aangekondigd dat de band in 2025 met hun debuutalbum zou komen en dat ze met dit album een Nederlandse clubtour gingen doen. In 2025 verscheen het album Staal op Staal, OOR schreef dat de songs op dit album "bevestigen dat Dorpsstraat 3 een bijzondere nieuwkomer met heel veel potentie is."

## Discografie (albums en ep's)
- Bijgeloof in de Lage Landen (ep, 2022)
- Op onbevaren wateren (ep, 2023)
- Staal op Staal (studioalbum, 2025)